# Çatalpınar (Yüreğir)
Çatalpınar ist ein Ortsteil (Mahalle) im Landkreis Yüreğir der türkischen Provinz Adana mit 923 Einwohnern (Stand: Ende 2024). Im Jahr 2011 zählte der Ort 888 Einwohner.